# Mádson
Mádson Ferreira dos Santos (Itaparica, 13 gennaio 1992) è un calciatore brasiliano, difensore dell'Athl. Paranaense.

## Caratteristiche tecniche
È un terzino destro.

## Carriera
Cresciuto nelle giovanili del Bahia, ha esordito in prima squadra il 30 gennaio 2011 in occasione del match perso 2-1 contro il Fluminense de Feira.

## Statistiche

### Presenze e reti nei club
Statistiche aggiornate al 23 marzo 2018.
| Stagione             | Squadra              | Campionato           | Campionato | Campionato | Coppe nazionali | Coppe nazionali | Coppe nazionali | Coppe continentali | Coppe continentali | Coppe continentali | Altre coppe | Altre coppe | Altre coppe | Totale | Totale | Totale |
| Stagione             | Squadra              | Comp                 | Pres       | Reti       | Comp            | Pres            | Reti            | Comp               | Pres               | Reti               | Comp        | Pres        | Reti        | Pres   | Reti   |        |
| -------------------- | -------------------- | -------------------- | ---------- | ---------- | --------------- | --------------- | --------------- | ------------------ | ------------------ | ------------------ | ----------- | ----------- | ----------- | ------ | ------ | ------ |
| 2011                 | Bahia                | PD/BA+A              | 1+0        | 0          | CB              | 0               | 0               |                    | -                  | -                  |             | -           | -           | 1      | 0      |        |
| 2012                 | Bahia                | PD/BA+A              | 14+1       | 0          | CB              | 6               | 0               | CS                 | 0                  | 0                  |             | -           | -           | 21     | 0      |        |
| 2013                 | Bahia                | PD/BA+A              | 2+28       | 0          | CB              | 1               | 0               | CS                 | 3                  | 0                  | CDN         | 0           | 0           | 34     | 0      |        |
| 2014                 | Bahia                | PD/BA+A              | 6+0        | 0          | CB              | 0               | 0               |                    | -                  | -                  | CDN         | 5           | 0           | 11     | 0      |        |
| Totale Bahia         | Totale Bahia         | Totale Bahia         | 52         | 0          |                 | 7               | 0               |                    | 3                  | 0                  |             | 5           | 0           | 67     | 0      |        |
| 2014                 | ABC                  | PD/RN+B              | 0+23       | 0+1        | CB              | 3               | 1               |                    | -                  | -                  |             | -           | -           | 26     | 2      |        |
| 2015                 | Vasco da Gama        | A/RJ+A               | 16+33      | 0          | CB              | 7               | 0               |                    | -                  | -                  |             | -           | -           | 56     | 0      |        |
| 2016                 | Vasco da Gama        | A/RJ+B               | 18+29      | 0+1        | CB              | 6               | 0               |                    | -                  | -                  |             | -           | -           | 53     | 1      |        |
| 2017                 | Vasco da Gama        | A/RJ+A               | 1+19       | 0          | CB              | 0               | 0               |                    | -                  | -                  |             | -           | -           | 20     | 0      |        |
| Totale Vasco da Gama | Totale Vasco da Gama | Totale Vasco da Gama | 116        | 1          |                 | 13              | 0               |                    | -                  | -                  |             | -           | -           | 129    | 1      |        |
| 2018                 | Grêmio               | PD/RS+A              | 8+0        | 1+0        | CB              | 0               | 0               | CL                 | 1                  | 0                  |             | -           | -           | 9      | 1      |        |
| Totale carriera      | Totale carriera      | Totale carriera      | 199        | 3          |                 | 23              | 1               |                    | 4                  | 0                  |             | 5           | 0           | 231    | 4      |        |

## Palmarès

### Club

#### Competizioni statali
- Campionato Gaúcho: 1

Grêmio: 2018